# Rohtak (stad)
Rohtak is een nagar panchayat (plaats) in het district Rohtak van de Indiase staat Haryana. 

## Demografie
Volgens de Indiase volkstelling van 2001 wonen er 286.773 mensen in Rohtak, waarvan 54% mannelijk en 46% vrouwelijk is. De plaats heeft een alfabetiseringsgraad van 72%. 

## Bekende inwoners van Rohtak

### Geboren
- Manushi Chhillar (1997), actrice en Miss World 2017